# Helotes (geslacht)
Helotes is een monotypisch geslacht van straalvinnige vissen uit de familie van de tijgerbaarzen (Terapontidae).

## Soort
- Helotes sexlineatus (Quoy & Gaimard, 1825)